# Weltbibelhilfe
Die Weltbibelhilfe ist das Spendenwerk der Deutschen Bibelgesellschaft (DBG). Überkonfessionell tätig, ist sie in der Evangelischen Kirche in Deutschland (EKD) beheimatet. Durch die Weltbibelhilfe ist die DBG international verflochten. Zusammen mit 145 nationalen Bibelgesellschaften weltweit gehört die DBG zum Weltverband der Bibelgesellschaften, der in über 200 Ländern aktiv ist. Innerhalb dieses Netzwerkes fördert die Weltbibelhilfe Projekte zur Übersetzung und Verbreitung der Bibel, die jährlich etwa 15 Millionen Menschen erreichen.

## Erweiterung des Horizonts
Über die missionarische und ökumenische Bedeutung bibelgesellschaftlicher Arbeit in der ersten Hälfte des 19. Jahrhunderts schrieb exemplarisch der Kirchengeschichtler Gerhard Voß als Chronist der Mecklenburgischen Bibelgesellschaft zum 150-jährigen Bestehen:

„Das Bibelwerk führt die, die den Auftrag annehmen, über sich selbst hinaus. In den für die großherzogliche Bibliothek im Biedermeierstil zierlich eingebundenen Jahresberichten finden wir die ersten Berichte über Ökumene und Mission, die unser Land im 19. Jahrhundert erreichten. Staunend hörte man von den Massenversammlungen, in denen die englische Nation in allen Schichten sich um die Bibelsache scharte, und von den Opfern, die dort gebracht wurden. Aber auch von Rußland, wo der Petersburger Hof im Zeichen der Heiligen Allianz und weite Kreise der Völker des Zarenreiches und der Orthodoxen Kirche sich Gottes Wort öffneten, wo ganze Züge von Wagen und Schlitten – 16 Wagen und 30 Schlitten nach Kasan und Sibirien – Bibeln in die Gouvernements brachten. Man lernt die orientalischen Kirchen bis Persien und Äthiopien kennen. Um Afrika herum, nach Ost- und Westindien und bis in die Südsee führen die Berichte. Gottes Wort läuft um die Welt. Es ist eine Macht, die Menschen – so z.B. irische Banditen, eine zum Tode verurteilte Frau und Völker verwandelt. ‚Wilde Nationen verlassen auf den Ruf des Christentums ihre Wälder und gewöhnen sich an ruhige gewerbefleißige Häuslichkeit; die tiefe Unwissenheit mit ihrem ganzen schrecklichen Gefolge, den Menschenopfern, der kannibalischen Wuth, sowie jede grausame Unsitte verschwindet, wo der milde und belebende Geist des Evangeliums die Seelen erleuchtet.‘“

## Finanzielle Mittel
Seit 1965 beteiligten sich die deutschen evangelischen Landeskirchen zusammen mit den regionalen Bibelgesellschaften an der Aufbringung von finanziellen Ressourcen für den Weltbund der Bibelgesellschaften. In diesem Zusammenhang war auch von der Weltbibelhilfe die Rede. 
Auf der EKD-Synode in Frankfurt am Main und in Magdeburg im Jahr 1965 nahmen die Synodalen den Impuls von Olivier Béguin (Generalsekretär der United Bible Societies, kurz: UBS) auf und empfahlen den Landeskirchen, sich an der Weltbibelhilfe zu beteiligen. Darunter verstand man damals das Budget für das World Service Programm der UBS. Mitunter ist auch von „den Beiträgen der Landeskirchen zur Weltbibelhilfe“ die Rede.
Im Jahr 1965 schlossen sich mehrere selbständige regionale Bibelgesellschaften zum Evangelischen Bibelwerk zusammen. Oskar Söhngen, der damalige Vorsitzende, rief sogleich dazu auf, das Spendenaufkommen der Bibelgesellschaften zu vergrößern, weshalb einige damit begannen, Freundeskreise der Bibelhilfe ins Leben zu rufen. Es entstanden Initiativen wie der Weltbibelring und der Förderkreis Weltbibelhilfe.
Es wurde beschlossen, die Aufbringung der zugesagten drei Millionen D-Mark für die Weltbibelhilfe auf verschiedene Schultern zu legen:
- eine Million auf die Schultern der Bibelgesellschaften,
- eine Million auf die Schultern der Kirchen, die diese über die Evangelische Arbeitsgemeinschaft für Weltmission zur Verfügung stellten, und
- die dritte Million auf die Schultern der Gemeinden, die damals in fast allen Landeskirchen eine zusätzliche Kollekte für die weltweite Bibelverbreitung einsammelten.[7]

Das Bibelwerk veröffentlichte außerdem von 1965 bis 1967/68 die Handreichung Weltweite Mission. Handreichung zum Sonntag der Welt-Bibel-Hilfe. Diese Handreichung zum jeweiligen Bibelsonntag erschien in Wuppertal-Barmen, dem Sitz der Geschäftsstelle des Evangelischen Bibelwerks.

## Aktion Weltbibelhilfe
Im Jahr 1975 rief das Evangelische Bibelwerk unter der Leitung seines Generalsekretärs Siegfried Meurer die Aktion Weltbibelhilfe ins Leben und begann damit, systematisch Spenden für weltweite Bibelprojekte des Weltverbandes zu sammeln. Ako Haarbeck, der langjährige Vorsitzende des Verwaltungsrates der Deutschen Bibelgesellschaft, erinnerte sich im Mai 1997 zur Verabschiedung von Siegfried Meurer in den Ruhestand an das Entstehen der Aktion Weltbibelhilfe so:

„Von 1983 bis 1992 war Siegfried Meurer Vorsitzender der Ökumenischen Arbeitsgemeinschaft für Bibellesen. 1991 übernahm er als ‚chairman‘ den Vorsitz im Executive Committee des Weltbundes der Bibelgesellschaften. 
Um mehr Menschen – besonders auch in den materiell armen Regionen der Erde – die Bibel in die Hand geben zu können, gründete er [1975] die Aktion Weltbibelhilfe. ‚Die Diakonie hilft, daß Menschen leben können, die Bibel ist nötig, damit sie auch leben wollen‘, sagte er gern zur Begründung dieser von vielen unterstützten Aktion. In China, in Afrika, in Osteuropa – überall sind Spuren dieser segensreichen Arbeit wahrzunehmen.“

Und Hellmut Haug schrieb 2001 in seinem Nachruf auf Siegfried Meurer:

„Ein besonderes Anliegen war ihm, dass die in einer Wohlstandsgesellschaft lebenden Deutschen ihren gebührenden Beitrag zur Linderung der weltweiten Bibelnot leisten. ‚Hungerhilfe ist nötig, damit die Menschen leben können, die Bibel ist nötig, damit sie auch leben wollen‘, war sein Leitspruch.“

## Wirkungen und Schwerpunkte
Seit 1965 arbeitet die Weltbibelhilfe daran, jedem Christen auf dieser Welt eine Bibel in seiner Muttersprache bereitstellen zu können. Deshalb fördert sie gemeinsam mit 146 nationalen Bibelgesellschaften auf der ganzen Welt die Übersetzung, Herstellung und Verbreitung der Heiligen Schrift.
Die Wirkungen lassen sich so beschreiben:
- Menschen finden durch die biblische Botschaft ein tragbares Fundament für eine bessere Zukunft
- Kirchen und Gemeinden aller Denominationen werden unterstützt
- Bildung durch Alphabetisierungsprogramme für Kinder und Erwachsene
- Kultureller Beitrag zur Sprachentwicklung eines Landes/Volkes

Zurzeit engagiert sich die Weltbibelhilfe auch für syrische Flüchtlinge in Jordanien. Sie hilft der Jordanischen Bibelgesellschaft dabei, diese Menschen mit Decken, Nahrung und – wenn sie möchten – mit Bibeln zu versorgen. Denn der Mensch lebt nicht vom Brot allein.

## Künftige Aufgaben
Für geschätzte 21 Prozent der 7,7 Milliarden Menschen weltweit gibt es noch keine vollständige Bibel in der Muttersprache (etwa 1,6 Mrd. Menschen). Bis zum Jahr 2038 wollen die Bibelgesellschaften Übersetzungen in 1200 Sprachen fertigstellen. Aktuell gibt es 277 Übersetzungsprojekte. 
- Sprachen entwickeln sich im Laufe der Zeit, und es kann für die jüngere Generation schwierig sein, ältere Bibelübersetzungen zu verstehen. Deshalb bleiben für die Bibelgesellschaften auch Neuübersetzungen und Revisionen für klassische Bibelsprachen wichtig. Bei 40 solcher Projekte erschienen 2019 neue Ausgaben in Sprachen, die von rund 588 Millionen Menschen gesprochen werden. Dazu gehören eine Bibel im modernen Französisch und ein Neues Testament in der iranischen Sprache Farsi.
- Für elf Gebärdensprachen wurden ebenfalls biblische Bücher übersetzt. Sie werden von rund 2,8 Millionen Gehörlosen verwendet. Durch weitere Übersetzungen soll 70 Millionen gehörlosen Menschen weltweit ein Zugang zur biblischen Botschaft ermöglicht werden.
- Die Bibelgesellschaften in Deutschland, Indien und Japan produzierten erste oder neue Bibelausgaben in Brailleschrift. Die Punktschrift gibt Menschen mit Sehbehinderungen einen Zugang zur Heiligen Schrift und umfasst rund 40 Bände.
- Die komplette Lutherbibel 2017 wurde ins DAISY-Format („Digital Accessible Information System“) gebracht. Es ermöglicht, die Audioversion zu hören oder die Bibel in Brailleschrift mit Hilfe eines Braille-Displays zu lesen.

Um Projekte der Bibelübersetzung erfolgreich abschließen zu können, ist weiterhin starkes Engagement von Spendern erforderlich. In Deutschland wird diese Arbeit vor allem durch Spender der Weltbibelhilfe der Deutschen Bibelgesellschaft unterstützt.